# Архимандрит Петар (Драгојловић)
Петар (световно Предраг Драгојловић; Краљево, 23. април 1970) архимандрит је Српске православне цркве и старешина Манастира Пиносаве.

## Биографија
Игуман Петар (Драгојловић) у мирјанству Предраг, рођен је 23. априла 1970. године у Краљеву, као друго дете хришћанских родитеља Милутина и Смиљане (рођене Мирковић). Основну школу Јован Курсула у Краљеву завршио је са врло добрим и одличним успехом, као и средњу електротехничку школу.
После одслуженог војног рока у Мостару (1989—1990. г.) уписао је Вишу железничку школу у Београду, одакле као апсолвент, фебруара 1994. године, одлази у Манастир Студеницу. По благослову духовника прелази у Цетињски манастир где је уочи празника Петровдана 1997. године бива замонашен од стране Митрополита Црногорско-приморског г. Амфилохија Радовића добивши име Петар.
На Цетињу, на Велику Суботу 1999. године, рукоположен је у чин јерођакона. Богословију Светог Петра Цетињског завршио је 2005. године са одличним успехом. На Бадњи Дан 2005. године рукоположен је у чин јеромонаха, такође у Цетињском манастиру.
На предлог Митрополита Црногорско-приморског г. Амфилохија, а са благословом Светог архијерејског синода Српске православне цркве, уписао је Московску Духовну Академију где је дипломирао на Катедри за црквену историју 2008. године са одличним успехом. У току студија активно је учествовао на многим међународним научним конференцијама у Русији.
По завршеним студијама у Русији 2008. године, наставио је монашки подвиг у Манастиру Врањина на полуострву Врањина, на Скадарском језеру. Од 30. јануара 2010. године у манастиру Врањини је одликован чином игумана. У овом манастиру уложио је велики труд на духовној и економској обнови те древне светосавске светиње.
Крајем 2016. године прелази у Епархију шумадијску где је након три месеца по благослову Епископа шумадијског Јована Младеновића постављен за старешину Манастира Пиносаве у селу Кусадак.